# Тудоров

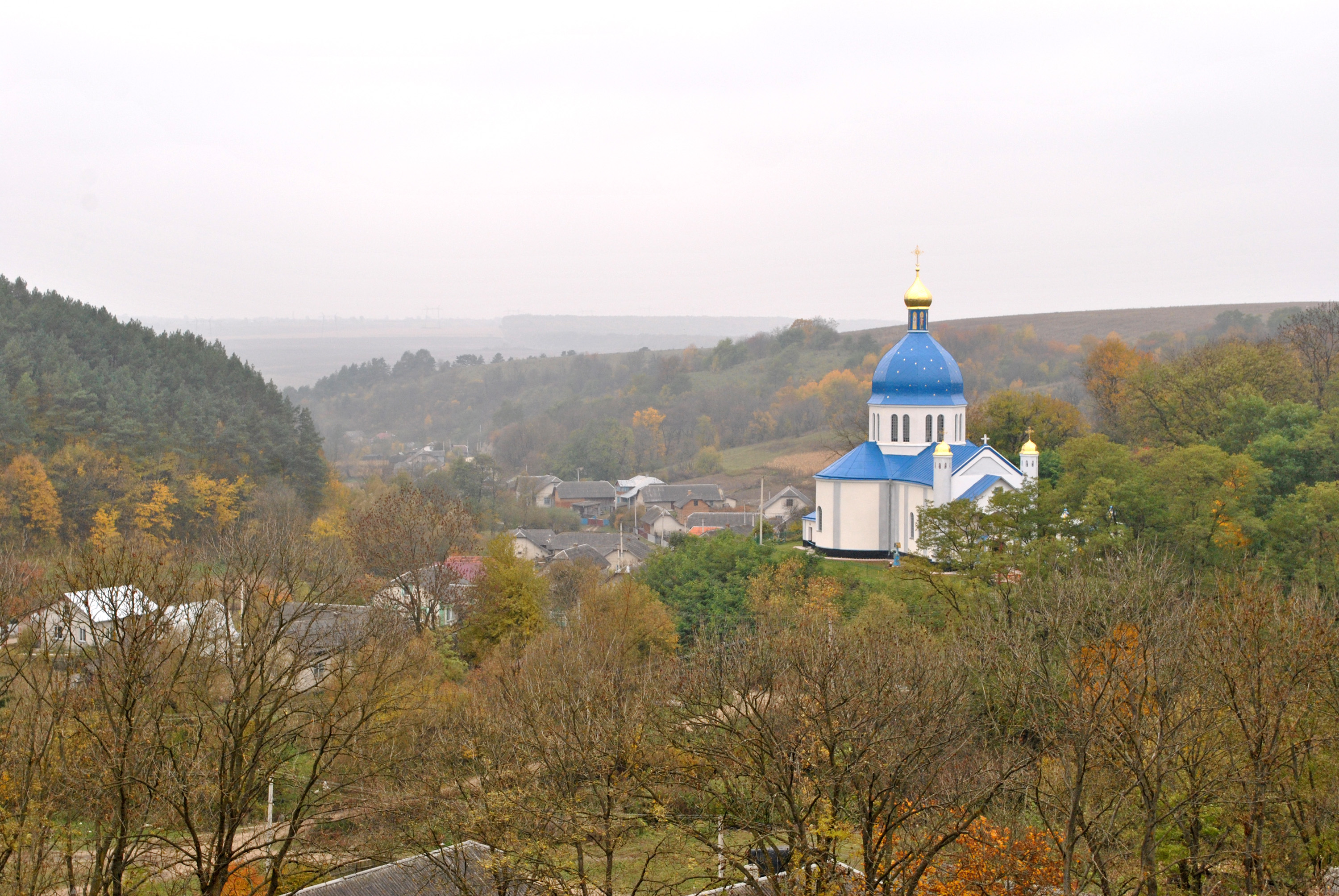
Вид на село и церковь Святого Николая

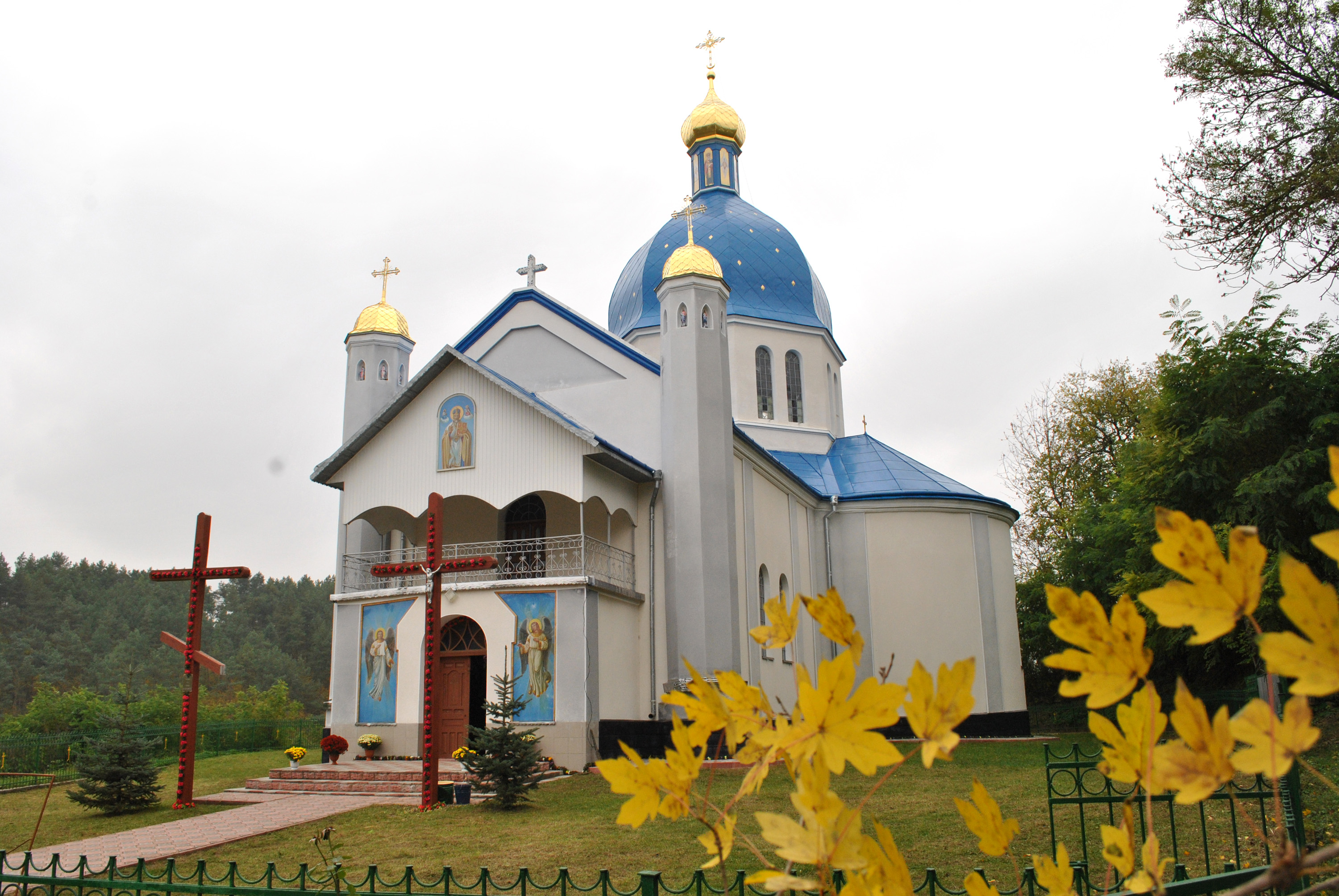
Церковь Святого Николая вблизи

Тудоров (укр. Тудорів) — село в Копычинецкой городской общине Чортковского района Тернопольской области Украины.
До 2020 года входило в Гусятинский район.
Код КОАТУУ — 6121688701. Население по переписи 2001 года составляло 543 человека, по данным 2025 года составляет 367 человек.

## Географическое положение
Село Тудоров находится на левом берегу реки Серет,
выше по течению на расстоянии в 1,5 км расположено село Папирня,
ниже по течению на расстоянии в 1,5 км расположено село Майдан.

## История
- 1442 год — дата основания.
- В 1946 году переименовано в село Фёдоровка[3].
- В 2002 году селу вернули историческое название[4].

## Объекты социальной сферы
- Школа I—II ст.
- Дом культуры.
- Фельдшерско-акушерский пункт.